# 德川吉孚
德川吉孚（1685年9月9日—1709年11月13日），是水戶藩第三代藩主德川綱條的世子。

## 生涯
德川吉孚在貞享二年（1685年）出生，在其父綱條繼任家督後成為世子，他在元服時接受將軍德川綱吉的偏諱，命名為吉孚。他在水戶藩家臣的聲望很高，但早在寶永六年（1709年）去世，享年虛歲25（滿24歲）。
失去了唯一親子的綱條，以外甥高松藩主松平賴豐的長子宗堯作養子。綱條死後，宗堯娶吉孚的女兒美代姬為妻，所以第五代藩主宗翰有綱條的血脈。

## 經歷
- 1695年（元祿八年）八月二十五叙從五位上。十二月初四元服，並昇叙從四位上、任左衛門督。
- 1696年（元祿九年）十二月初四昇叙正四位下，兼任右近衛權少將。
- 1702年（元祿十五年）十一月十五，轉任右近衛權中將，兼任左衛門督。
- 1708年（寶永五年）十二月二十八，昇叙從三位，右近衛權中將如元。

## 飾演演員
- 加賀爪清和（水戶黃門第1部 1969年）
- 小川拓哉（水戶黃門第37部 2007年）